# عين المديور
عين المديور  هي إحدى دواوير جماعة مشرع العين وضواحي مدينة تارودانت بجهة سوس ماسة درعة بالمغرب. وتقع على ارتفاع 214 متر (702 قدم) فوق سطح البحر وعلى بعد 569 كيلومتر (353 ميل) تقريبا جنوب غرب العاصمة المغربية الرباط . وتتميز بكثرة بساتين الموالح والحمضيات وبموقعها الإستراتيجي في منتصف الطريق السيار الرابطة بين مدينة تارودانت والمناطق الغربية والجنوبية ومدينة أكادير حاضرة الجهة.

## معنى التسمية
لا يُعرف على وجه الدقة سبب تسمية عين المديور بهذا الاسم وإنْ كانت هناك روايات غير مسنودة تتداول وسط شبكات التواصل الإجتماعي تشير إلى أن التسمية ترجع إلى شخص يدعى المديوري والذي كان قد اتخذ من عينٍ أو مشرعٍ في المنطقة مستقراً له. و يطلق على عين المديور اسم العين اختصاراً أو عين المديور جماعة مشرع العين رسمياً . العين والمشرع لفظان مترادفان بمعنى منبع مياه جوفية.

### الموقع الجغرافي
تقع عين المديور في الجزء الشمالي الغربي من جهة سوس ماسة درعة بالمغرب بين خط الطول "36.’24 .ْ30 درجة شمالاَ وخط العرض "0.‘54 8ْ درجة غرباَ. وبالدرجات العشرية -8.9 و30.40 درجة. ويحدها من جهة الغرب قري اكفاي و سيدي عبد الله أو سعيد وسيدي موسى الحمري. ومن جهة الشمال سيدي بلراحزي وأولاد حلوف وسيدي عمارة ومدينة تارودانت ومن الشرق أولاد عبو وأولاد رحو و أولاد تايمة وتزمورت ومن الجنوب حافايا و أدار.

### الصورة الطوبوغرافية
تقع عين المديور على ارتفاع 214 متر (702 قدم) فوق سطح البحر في حوض سوس ماسة القريب من سهل الحوز فوق أرض سهلية تتخللها تلال ونتوءات صخرية متفرقة وأرصفة أودية أبرزها وادي تفنوت (أوسيف تفنوت) من جهة الشرق. وأوسيف إنوفراو على بعد حوالي 9 كيلومتر (6 ميل) وأوسيف أمن تيدكت على بعد 14 كيلومتر تقريبا (8 ميل) ووادي هوار الذي يبعد بحوالي 15 كيلومتر (9 ميل).
وتعتبرالسلسلة الجبلية للأطلس الكبير الواقعة في الجنوب والجنوب الشرقي منها بمثابة مصدر مياه تغذيه الثلوج المذابة وتساقطات الأمطار التي تتدفق موسمياًعلى الأودية وغيرها من المسطحات المائية المتجه نحو السهل في طريقها إلى المحيط وتزيد أيضاً من رقعة المياه الجوفية وخصوبة التربة في المنطقة.

### المناخ

#### درجات الحرارة
يسود المنطقة المناخ القاري الذي يتميز بارتفاع درجة الحرارة والجفاف في الصيف. وتصل درجة الحرارة أوجها في شهر يوليو/ تموز واغسطس / آب حيث تتجاوز 30 درجة مئوية في المتوسط لتصل إلى 45 درجة، مما يؤدي أحيانا إلى حدوث عواصف ترابية خاصة عند مرور جبهة هوائية باردة محملة بالرطوبة من منطقة أكادير في الغرب. وفي شهور الشتاء تشهد الحرارة انخفاضاَ خاصة في شهري ديسمبر/ كانون الأول ويناير / كانون الثاني لتسجل أقل من 8 درجات مئوية.

#### الأمطار
أما بالنسبة لتساقطات الأمطار فإنها تشهد معدلات مرتفعة في الشتاء بالرغم من ندرتها خاصة في شهر ديسمبر/ كانون الأول حيث تصل إلى أكثر من 60 مليمتر ( 2,6 بوصة) مع زخات في شهري فبراير / شباط ومارس / آذار وعادة ما يكون هطول الأمطار قصيراً وقوياً حيث تتدفق المياه بوفرة من الجبال متجهة نحو السفوح بسرعة عبر أخاديد وأودية لتغمر الأرض اليابسة في مشهد مؤثر، ويقل هطول الأمطار في فصل الصيف ليصل إلى الصفر في يوليو /تموز ويونيو / حزيران.

#### الرياح
وقوع الدوار في السهول القريبة من جبال الأطلس يعزز تكثيف الرياح الحارة الرطبة التي تهب من منطقة وادي سوس مما يؤدي إلى تشكُّل طبقة من الضباب الخفيف بالدوار في الصباح تختفي تدريجياً في النهار لتفسح المجال لشمس ساطعة.

#### جدول يبين معدلات الحرارة وسقوط الأمطار في عين المديور
| متوسط حالة الطقس في عين المديور | متوسط حالة الطقس في عين المديور | متوسط حالة الطقس في عين المديور | متوسط حالة الطقس في عين المديور | متوسط حالة الطقس في عين المديور | متوسط حالة الطقس في عين المديور | متوسط حالة الطقس في عين المديور | متوسط حالة الطقس في عين المديور | متوسط حالة الطقس في عين المديور | متوسط حالة الطقس في عين المديور | متوسط حالة الطقس في عين المديور | متوسط حالة الطقس في عين المديور | متوسط حالة الطقس في عين المديور | متوسط حالة الطقس في عين المديور | متوسط حالة الطقس في عين المديور |
| درجة الحرارة                    | درجة الحرارة                    | درجة الحرارة                    | درجة الحرارة                    | درجة الحرارة                    | درجة الحرارة                    | درجة الحرارة                    | درجة الحرارة                    | درجة الحرارة                    | درجة الحرارة                    | درجة الحرارة                    | درجة الحرارة                    | درجة الحرارة                    | درجة الحرارة                    | درجة الحرارة                    |
| الشهر                           | يناير                           | فبراير                          | مارس                            | ابريل                           | مايو                            | يونيو                           | يوليو                           | اغسطس                           | سبتمبر                          | أكتوبر                          | نوفمبر                          | ديسمبر                          |                                 | المتوسط                         |
| ------------------------------- | ------------------------------- | ------------------------------- | ------------------------------- | ------------------------------- | ------------------------------- | ------------------------------- | ------------------------------- | ------------------------------- | ------------------------------- | ------------------------------- | ------------------------------- | ------------------------------- | ------------------------------- | ------------------------------- |
| الدرجة القصوى بـ م°(ف°)         | 22(71)                          | 24 (75)                         | 26 (78)                         | 25 (77)                         | 26 (78)                         | 28 (82)                         | 30 (86)                         | 30 (95)                         | 29 (84)                         | 28 (82)                         | 25 (77)                         | 22 (71)                         |                                 | 28 (82)                         |
| الصغرى بـ م°(ف °)               | 8 (46)                          | 9 (48)                          | 11 (52)                         | 14 (57)                         | 17 (62)                         | 18 (64)                         | 18 (64)                         | 17 (62)                         | 15 (59)                         | 12 (53)                         | 9 (48)                          | 15 (59)                         |                                 | 19,4 (67,0)                     |
| هطول الأمطار                    |                                 |                                 |                                 |                                 |                                 |                                 |                                 |                                 |                                 |                                 |                                 |                                 |                                 |                                 |
| الشهر                           | يناير                           | فبراير                          | مارس                            | ابريل                           | مايو                            | يونيو                           | يوليو                           | اغسطس                           | سبتمبر                          | أكتوبر                          | نوفمبر                          | ديسمبر                          |                                 | السنوي                          |
| متوسط هطول الأمطار بـ مم(بوصة)  | 9 (0,35)                        | 8 (0,27)                        | 7 (0,23)                        | 4 (0,15)                        | 3 (0,6)                         | 0 (0)                           | 0 (0)                           | 2 (0,2)                         | 1 (0,01)                        | 5 (0,19)                        | 7 (0,23)                        | 16 (0.62)                       |                                 | 7 (0,23)                        |
|                                 | المصدر: world weather online    |                                 |                                 |                                 |                                 |                                 |                                 |                                 |                                 |                                 |                                 |                                 |                                 |                                 |

## الإدارة
دوار العين هو أحد أهم دوواير جماعة مشرع العين التابعة لدائرة أولاد تايمة باقليم تارودانت في جهة سوس ماسة درعة بالمغرب. ويتكون المجلس القروي الذي تتبع له عين المديور من 17 مقعد منها 14 مقعد لحزب العدالة والتنمية (انتخابات 2015) ومقعدان لحزب الإستقلال ومقعد واحد للإتحاد الإشتراكي للقوات الشعبية. الرئيس الحالي للمجلس (2015) هو محمد الكرماح من حزب العدالة والتنمية.

## النشاط الإقتصادي

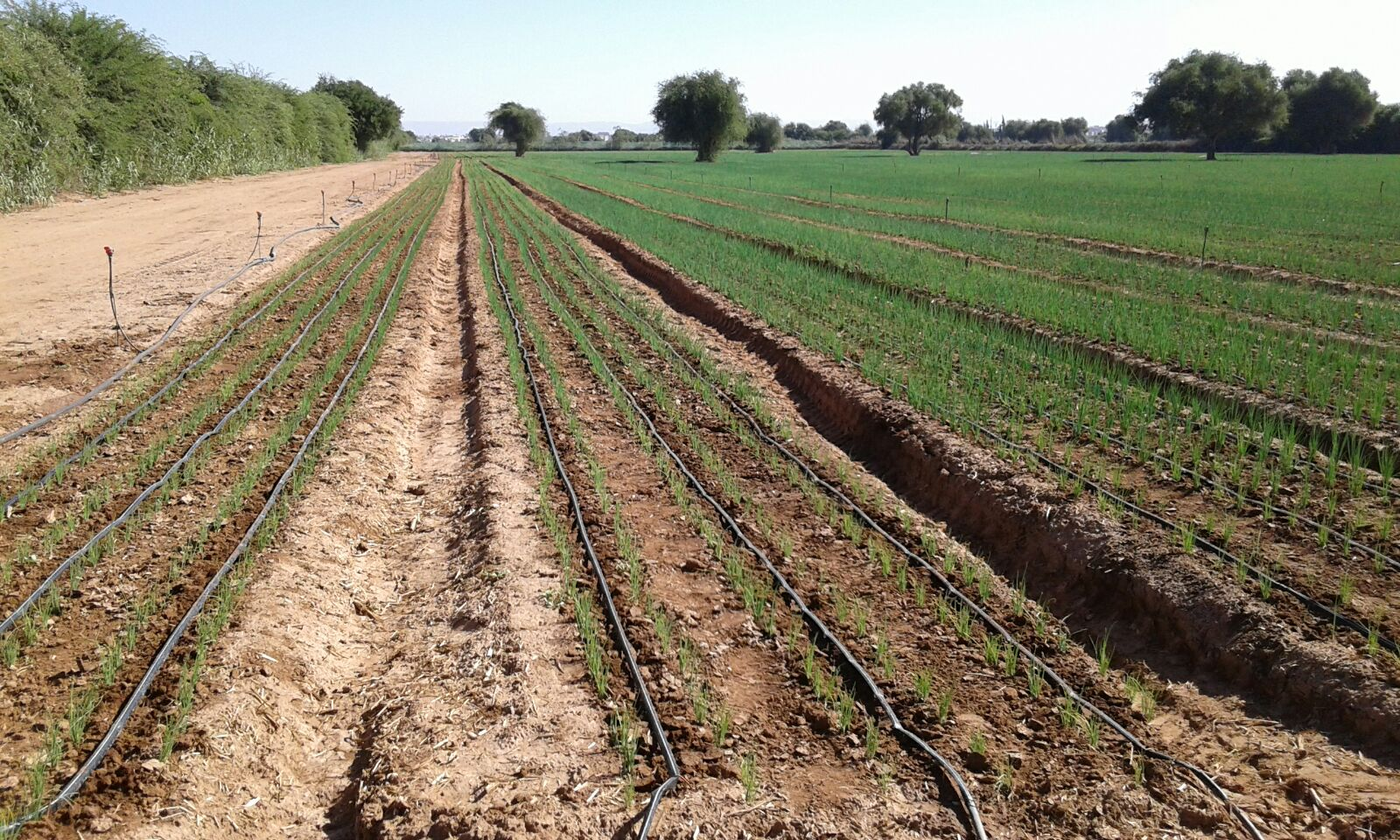
مزرعة بصل في عين المديور

تشكل الزراعة القطاع الرئيسي للاقتصاد في عين المديور حيث يعمل قسط كبير من السكان فيه لمقابلة الطلب المحلي وتصدير الفائض إلى المناطق المجاورة. ويضم الدوار مزارع وضيعات (المفرد ضيعة) عديدة تستقطب جزء كبيراً من الأيدى العاملة فيها. وتتكون المحاصيل الزراعية من الخضروات و الموالح. كما يمارس سكان القرية التجارة المحلية وبعض المهن والحرف الأخرى خاصة في مجال البناء والتشييد وتربية النحل وتتمثل الصناعة في معصرة زيوت واحدة.وهناك سوقان اسبوعيان يقعان بالقرب من عين المديور هما «سوق الأحد» بتاردوانت و «سوق السبت» بالكردان.

## التعليم
توجد عدة مدارس في مختلف المراحل الدراسية من مدارس ابتدائية إلى إعدادية وثانوية، أبرزها مدرسة أبو القاسم الشابي الثانوية ومدرسة عين المديور (إحدى مدارس مجموعة أبي بكر الصديق في أكافاي سابقاً) والتي تأسست في عام 1957م ويبلغ عدد تلاميذها (2012م) حوالي 480 من البنين والبنات. وهناك جمعيات تعمل على النهوض بهذه المدارس ورعايتها ومن بينها جمعية طلبة عين المديور وجمعيات الخير والرشاد والفتح والاتحاد.

## الرياضة

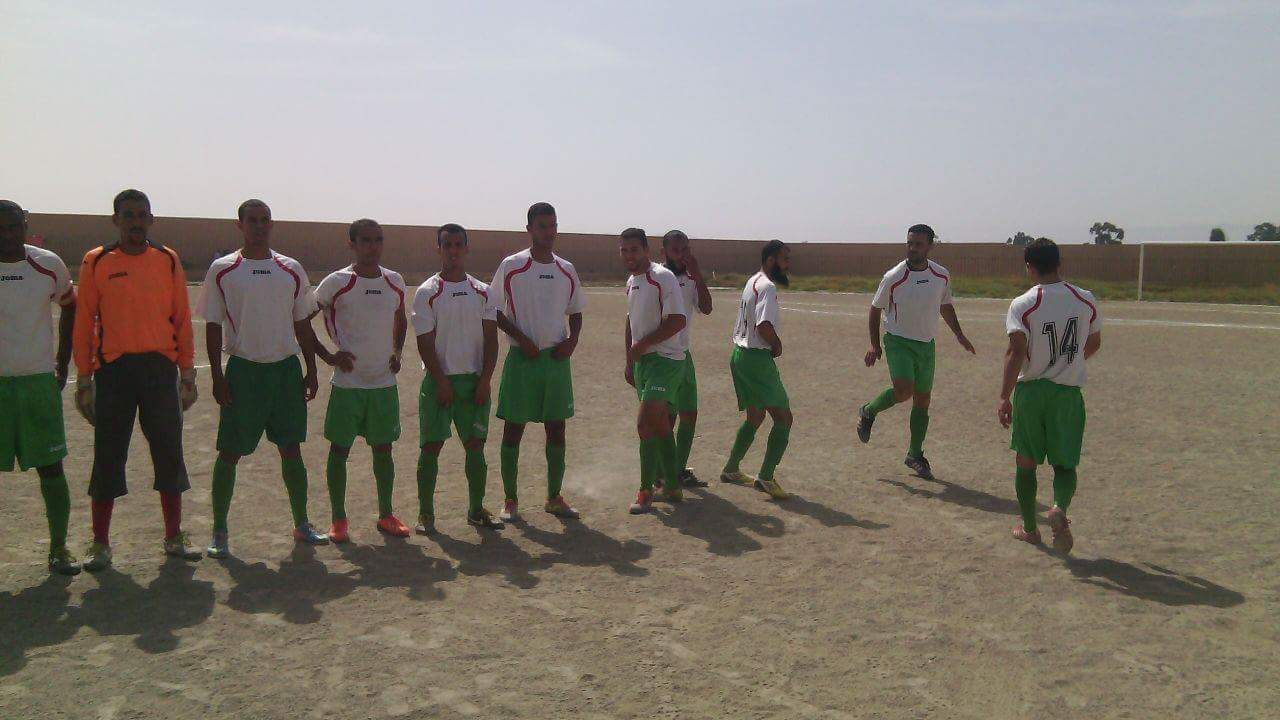
لاعبو فريق الاتحاد يجرون تمارين

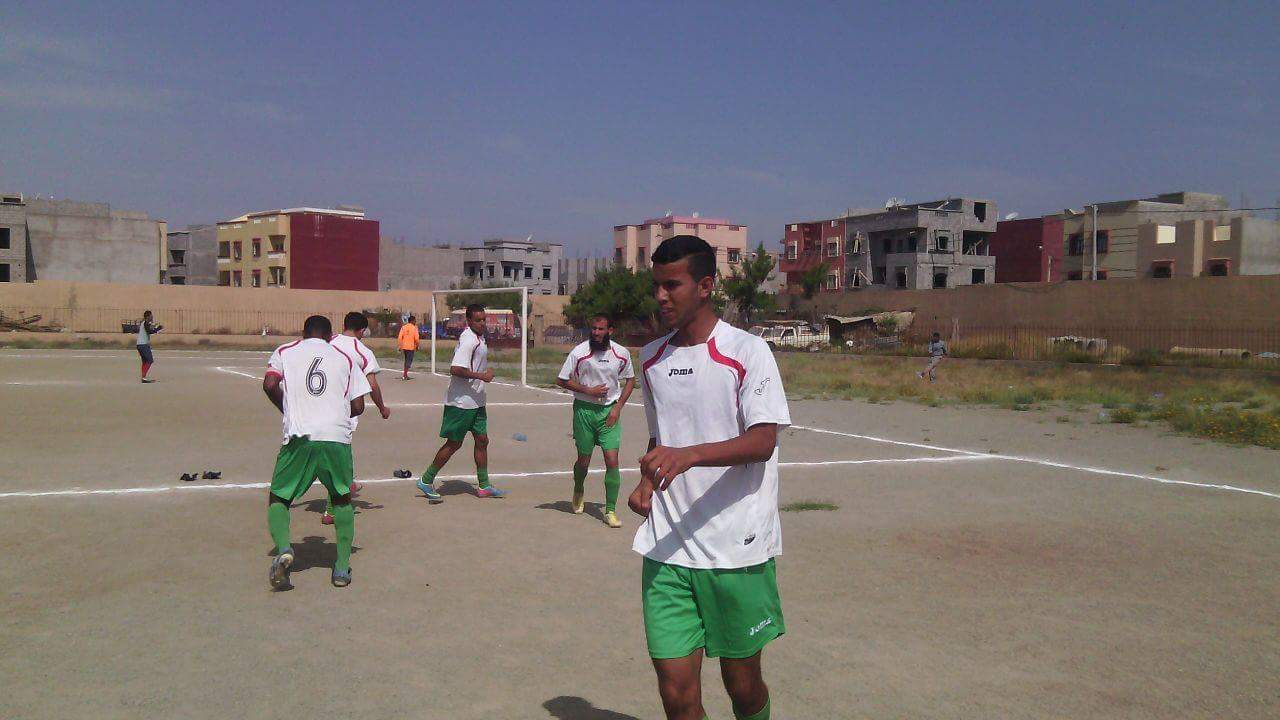
تمارين كرة القدم في عين المديور

يولي العينيون خاصة فئة الشباب والطلاب اهتماماً بالرياضة وبالخصوص كرة القدم حيث تشهد ملاعبها المتواضعة العديد من الأنشطة الرياضية بما فيها المباريات التنافسية والودية مع الفرق المحلية بالمنطقة. وهناك فريق لكرة القدم هو فريق الاتحاد العيني.

## الرعاية الصحية
توجد بالبلدة مصحة صغيرة وبضع صيدليات

## النقل والإتصالات

### النقل البري
تعتبر الطريق الوطنية رقم 10 شريان البلدة الذي يربطها بالمناطق الحضرية الواقعة في شرقها وغربها، فضلا عن ذلك ترتبط عين المديور بشبكة من الطرق الجانبية والفرعية الممهدة وغير الممهدة التي تربطها بما جاورها من قرى وبلدات كالطريق التي تربطها ببلدة أولاد تايمة. وتقدم سيارات الأجرة من النوع الكبير ومركبات النقل المزدوج خدماتها لنقل الركاب من وإلى المدن والمناطق الحضرية الأخري إلى جانب حافلات الركاب العابرة على خط أكادير - تارودانت.

### النقل الجوي
أقرب المطارات اليها هي:
- مطار المسيرة الدولي في مدينة أكادير، وهو مطار دولي رمزه في اتحاد النقل الجوي الدولي أياتا، هو AGA . ويبعد المطار عن دوار عين المديور بحوالي 27 كيلومتر (16 ميل). وتعمل فيه الخطوط الجوية البريطانية وشركة طيران كوندور الألمانية وترانسافيا الهولندية ووبينتر كنارياس الإسبانية وإيزي جيت البريطانية وغيرها.
- مطار موغادور الدولي في مدينة الصويرة ورمزه في أياتا هو ESU، ويقع على مسافة 325 كيلومتر (201 ميل) تقريباً
- مطار تارودانت على بعد 3 كيلومتر (1.86 ميل) تقريبا وهو مطار صغير ترابي المدرج طوله 1.477 متر (4.840 قدم) ورمز في اتحاد النقل الجوي هو GMMO
- مطار انزكان الواقع على بعد 33 كيلو متر (20 ميل) تقريباً وهو أيضا مطار صغير [6]

## الاتصالات
تغطي شبكات الهاتف النقّال والثابت المغربية المختلفة بما فيها شبكتي إتصالات المغرب و إينوي وغيرها دوار عين المديور، ورمز الهاتف فيه هو «5283» وهوالرمز نفسه لجزء من مدينتي تارودانت وإنزكان ، كما توجد خدمات شبكة الإنترنت بالدوار.

## السياحة
نظراً لقرب الدوار من المناطق السياحية في كل من تاردوانت وأكادير فإنه قابل لأن يكون امتداداً ريفياًً لجذب اهتمام بعض الزوار من الداخل أو الخارج لقضاء فترة استجمام على محيطه. هناك فندقين من الفنادق المصنفة سياحياً وهما فندق رياض عين خضرة  وفندق رياض جنان إيناس(4 نجوم).

## معالم الدوار
- مبنى الجماعة والقيادة
- مبنى تعاونية الحليب التابعة لكوباك
- جمعية السقي تاحوزينت
- المدرسة الثانوية
- دوار مفترق الطرق عند المدخل الشرقي

## الأحياء السكنية
تضم البلدة عدة أحياء سكنية تتوزع في ارجائها المختلفة ومنها:
- تاحوزينت
- ورثي
- طعيكيضوا
- النباك
- الكراوات
- الدرب
- أحشوش
- تاحمو

### المسافة بين عين المديور وبعضالدواويرالقريبة
| الدوار       | المسافة بالكيلومتر | المسافة بالميل |
| ------------ | ------------------ | -------------- |
| أدوار        | 1                  | 0.62           |
| أولاد عبو    | 1.92               | 1.86           |
| سيدي المسيد  | 2                  | 1.24           |
| أكفاي        | 3.08               | 1.91           |
| هافية        | 3.34               | 2.08           |
| سيدي موسى    | 3                  | 1.86           |
| أولاد رحو    | 4.34               | 2.70           |
| أولاد حلوف   | 4.45               | 2.82           |
| سيدي بلرحزي  | 4                  | 2.49           |
| دار شيخ سعيد | 5                  | 3.11           |
| أولاد ترنة   | 5.28               | 3.28           |
| الكناسيس     | 8                  | 4.97           |

### المسافة بين عين المديور وبعض المدن والبلدات الرئيسة في المغرب
| البلدة / المدينة | المسافة بالكيلومتر | المسافة بالميل |
| ---------------- | ------------------ | -------------- |
| تارودانت         | 9                  | 6              |
| أولاد تايمة      | 35                 | 22             |
| آيت ملول         | 69                 | 43             |
| إنزكان           | 73                 | 45             |
| أكادير           | 81                 | 50             |
| تاغازوت          | 101                | 63             |
| سيدي إفني        | 208                | 129            |
| مراكش            | 273                | 169            |
| زاكورة           | 288                | 179            |
| ورزازات          | 299                | 186            |
| الدار البيضاء    | 489                | 304            |
| فاس              | 771                | 186            |
| طنجة             | 815                | 506            |